# Боровичене
Боровичене је насељено место у општини Петрич у области Благоевград, Бугарска. Према попису из 2021. године било је 38 становника.
Према бугарском географу и историчару, Василу Канчову, у Боровичену је 1900. године живело 150 Словена хришћана. Боровичане је некадашња махала бившег села Игуменец.